# Andrea Duro
Pour les articles homonymes, voir Duro.
Andrea Duro (née le 14 octobre 1991 à Fuenlabrada dans la communauté de Madrid) est une actrice espagnole, connue principalement pour son rôle de Joy Freire dans la série Physique ou Chimie et son role de Marie dans la série : Velvet Colección qui est la suite de la série Velvet

## Carrière
Andrea Duro a joué Joy dans la série télévisée espagnole Physique ou Chimie de 2008 à 2011. En 2010, elle a posé pour le magazine FHM. La même année, elle fait ses débuts au cinéma dans le film Trois mètres au-dessus du ciel.

## Filmographie
| Films | Films                          | Films        |
| Année | Titre                          | Rôle         |
| ----- | ------------------------------ | ------------ |
| 2010  | Trois mètres au-dessus du ciel | Mara         |
| 2011  | Juan of the Dead               | Camila       |
| 2012  | Ghost Graduation               | Marivi       |
| 2013  | Al final todos mueren          | Diana        |
| 2013  | Pixel Theory                   |              |
| 2014  | Por un puñado de besos         | Marta        |
| 2014  | Los amigos raros               | Paloma       |
| 2014  | En apatia                      |              |
| 2014  | Perdona si te llamo amor       | Olivia "Oli" |
| 2015  | Los miercoles no existen       | Paula        |
| 2015  | The Solitude                   | Marta        |
| 2021  | Extremo                        | Maria        |

| Séries télévisées | Séries télévisées                     | Séries télévisées |
| Année             | Titre                                 | Rôle              |
| ----------------- | ------------------------------------- | ----------------- |
| 2007              | Cuestion de sexo                      | Berta             |
| 2008-2011         | Physique ou Chimie                    | Joy               |
| 2012              | El secreto de Puento Viejo            | Enriqueta         |
| 2013              | Gran Hotel                            | Celia Velledur    |
| 2014              | Victor Ros                            | Nuria             |
| 2014              | El Rey                                |                   |
| 2014-2015         | Amar es para siempre                  | Lucia Barbate     |
| 2015              | Olmos y Roblos                        | Nuria Atiza       |
| Depuis 2017       | Velvet Colección                      | Marie             |
| Depuis 2018       | La catedral del mar (série télévisée) | Aledis            |